# Trypanosoma arabica
Trypanosoma arabica – kinetoplastyd z rodziny świdrowców należący do królestwa Protista.
Pasożytuje w osoczu krwi Silurus triostegus ryby z rodzaju Silurus należącej do rodziny sumowatych. Jest to pasożyt  kształtu wydłużonego. Długość ciała wynosi 39 μm. Wola wić u zbadanych egzemplarzy posiadała długość 9,75 μm.
Jądro jest wydłużone owalnego kształtu na końcach o długości 4,5 μm, szerokości 2,4 μm, znajduje się w środku ciała świdrowca. Odległość między jądrem a kinetoplastem wynosi 16,45 μm.
Występuje w Iraku.